# Matt Ulrich
Matt Ulrich (Streamwood, Illinois; 30 de diciembre de 1981 – 5 de noviembre de 2023) fue un jugador estadounidense de fútbol americano  que jugó dos temporadas en la NFL con los Indianapolis Colts en la posición de guard ofensivo y ganó el Super Bowl XLI.

## Carrera
A nivel universitario jugó para los Northwestern Wildcats y fue nombrado capitán del equipo en 2004, mismo año en el que ganó el National Strength and Conditioning All-American por los récords de levantamiento en peso muerto (715 lb), sentado (475 lb) e inclinado (425 lb).
No fue seleccionado en el Draft de 2005, año en el que fue contratado por los Indianapolis Colts durante la pretemporada. Al año siguiente es campeón del Super Bowl XLI donde vencieron a los Chicago Bears, año en el que se retiraría del deporte.

## Tras el retiro
Ulrich fue cofundador de Dexa Fit, y fue el director de operaciones y deportes en Winning Edge Athletics en Chicago. También fue director con Profitable Ideas Exchange, y estuvo a cargo de convenios y facilidades entre jefe y oficiales.